# Sopachuy
Sopachuy ist eine Ortschaft im Departamento Chuquisaca im südamerikanischen Andenstaat Bolivien.

## Lage im Nahraum
Sopachuy liegt in der Provinz Tomina und ist der zentrale Ort des Municipios Sopachuy. Die Ortschaft liegt auf einer Höhe von 2096 m am Zusammenfluss von Río Horcas und Río San Antonio, die sich bei Sopachuy zum Río Milanis vereinigen, der im weiteren Verlauf über den Río Azero in den Río Grande führt. Die von Norden nach Süden verlaufenden Höhenzüge bei Sopachuy erreichen Höhen von bis über 2500 m.

## Geographie
Sopachuy liegt im Übergangsbereich zwischen der Anden-Gebirgskette der Cordillera Central und dem bolivianischen Tiefland. Das Klima der Region ist semi-humid und ein typisches Tageszeitenklima, bei dem die mittleren Temperaturschwankungen zwischen Tag und Nacht deutlicher ausfallen als zwischen den Jahreszeiten.
Die Jahresdurchschnittstemperatur von Sopachuy liegt bei milden 21 °C (siehe Klimadiagramm Sopachuy) und schwankt nur unwesentlich zwischen 17 und 18 °C im Juni und Juli und knapp 23 °C von November bis Januar. Der Jahresniederschlag beträgt etwa 600 mm, bei einer ausgeprägten Trockenzeit von April bis September mit Monatsniederschlägen unter 25 mm, und einer Feuchtezeit von Dezember bis Februar mit 100 bis 120 mm Monatsniederschlag.

## Verkehrsnetz
Sopachuy liegt in einer Entfernung von 197 Straßenkilometern südöstlich von Sucre, der Hauptstadt des Departamentos.
Von Sucre aus führt die 976 Kilometer lange Nationalstraße Ruta 6 in südöstlicher Richtung über Zudáñez, Tarabuco und Yamparáez nach Tomina und weiter nach Padilla und von dort in das bolivianische Tiefland.
Acht Kilometer südlich von Tomina an der Mündung des Río Tarabuquillo in den Río Tomina zweigt eine unbefestigte Landstraße in südlicher Richtung ab und folgt dem Río Tarabuquillo aufwärts und passiert nach 15 Kilometern die Ortschaft Tarabuquillo. Nach Überwindung der Passhöhe von 2420 m führt die Straße den Río San Antonio abwärts, bis sie nach weiteren 19 Kilometern Sopachuy erreicht.

## Bevölkerung
Die Einwohnerzahl der Ortschaft ist in den vergangenen beiden Jahrzehnten um etwa die Hälfte angestiegen:
| Jahr | Einwohner | Quelle       |
| ---- | --------- | ------------ |
| 1992 | 1276      | Volkszählung |
| 2001 | 1478      | Volkszählung |
| 2012 | 1937      | Volkszählung |
| 2024 |           | Volkszählung |

Aufgrund der historischen Bevölkerungsentwicklung lebt in der Region ein deutlicher Anteil indigener Bevölkerung, im Municipio Sopachuy sprechen 93,8 Prozent der Einwohner Quechua.